# Даміан Далассен
Даміан Далассен (*Δαμιανός Δαλασσηνός, бл. 940  —19 липня 998) — державний та військовий діяч Візантійської імперії.

## Життєпис
Походив з провінційної знаті. Народився близько 940 року у містечку Даласси. Про його батьків нічого невідомо. Розпочав службу у війську за часів імператора Романа II. Вважається, що брав участь у походах імператорів Никифора II, Іоанна I до Сирії та Палестини.
Під час заколотів 979 року Барда Скліра та 989 року Барда Фоки бився у лавах імператорських військ проти заколотників. У 995 році призначається дукою Антіохії. За різними версіями отримав титул патриція або магістра.
У 996 році розпочав військові походи проти мусульманських держав в Сирії. Спочатку сплюндрував околиці місті Триполі та Арка. Намагався захопити міста Алеппо та Антарт, але облога цих міст була марною. Втім, вдалося завдати фатімідським володінням значної шкоди. У 997 році війська візантійців знову сплюндрували околиці Триполі. Потім захопив міста Рафанія, Авґ і аль-Лакма.
У 998 році рушив до Апамеї, яку взяв в облогу. Водночас спровокував повстання проти Фатімідів в Сурі. Вирішальна битва сталась між військами Візантії на чолі з Даміаном Далассеном та Фатімідів на чолі з Джешем аль-Самсамом. Спочатку візантійці перемагали, але у сутичці Далассена було вбито якимось курдом. Це викликало паніку та втечу візантійського війська. У спішному порядку імператор призначив антіохійським дукою Никифора Урана.

## Родина
- Костянтин, дука Антіохії
- Феофілакт, дука Антіохії, катепан Іберії, Васпуракана, стратег феми Анатолік
- Роман, катепан Іберії